# Phare de Big Sable Point

Le phare de Big Sable Point (en anglais : Big Sable Point Light), est un phare de la rive est du lac Michigan, situé près du port de Ludington, dans le Comté de Mason, Michigan. Il se trouve maintenant dans le Ludington State Park (en).
Ce phare est inscrit au Registre national des lieux historiques depuis le 4 août 1983 sous le n° 83004296 et au Michigan State Historic Preservation Office depuis le 19 mai 1988.

## Historique
Mis en service au début de 1867, il est le premier phare de la région. La tour était à l'origine en Cream City brick (en) brique crème jaune. Il a un plan focal de 106 pieds (32 m). La brique s'est détériorée et a ensuite été recouverte de tôles en fonte en 1900 puis a reçu une marque de jour.
Les matériaux de construction ont été apportés par les navires. La première route vers le site n'a été achevée qu'en 1933. Il s'agit du dernier phare des Grands Lacs à avoir été alimenté en électricité et en plomberie à la fin des années 1940.
La lentille d'origine était une lentille de Fresnel du troisième ordre, portant l' inscription "Sautter & Co., Constructeurs". Elle a été retirée en 1985 et est maintenant exposée au Rose Hawley Museum  à White Pine Village.
Après que la lumière a été automatisée, la maison du gardien a été gravement vandalisée. En 1986, la station a été louée à la Foundation for Behavioral Research. La fondation a travaillé avec la Big Sable Lighthouse Association pour préserver les bâtiments.
Les bâtiments de la station comprenaient la tour et le logement de gardien, le bâtiment des signaux de brume, le hangar à bateaux, la grange, trois maisons à pétrole, deux réservoirs. Le bâtiment de signal de brouillard est tombé dans le lac en raison de l'érosion en 1943. Le site fait l'objet d'une érosion constante, de sorte que maintenir la fondation en place a été une bataille récurrente et coûteuse.

### Statut actuel
Le phare a été transféré à la propriété de l'État le 1er novembre 2002.Le gestionnaire du site est la Sable Points Light Keepers Association qui en a assuré la restauration. Un programme de gardien bénévole permet aux bénévoles de vivre et de travailler au phare pendant deux semaines. Des visites guidées sont disponibles et des événements y ont lieu.
Le phare de Big Sable est ouvert tous les jours de mai à début novembre. La boutique de cadeaux et la salle vidéo sont ouvertes à tous sans frais ; seule la visite du phare est payante.

## Description
Le phare  est une tour cylindrique en brique et tôle de fonte, avec galerie et lanterne , attachée à une maison de gardien, de 34 m de haut. La tour est peinte en blanc, avec une large bande centrale noire et la lanterne est noire.
Il émet, à une hauteur focale de 32 m, une lumière blanche fixe. Sa portée est de 15 milles nautiques (environ 28 km).
Identifiant : ARLHS : USA-054 ; USCG :  7-18525 .

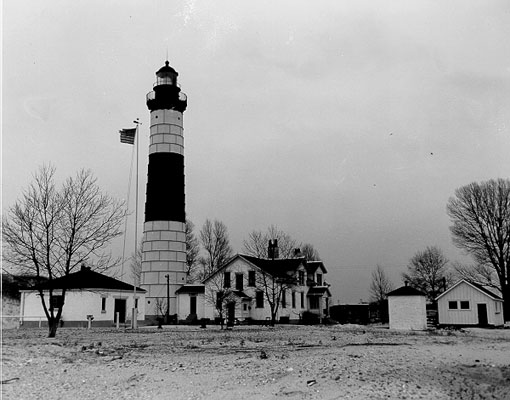
Le phare (photo USCG)
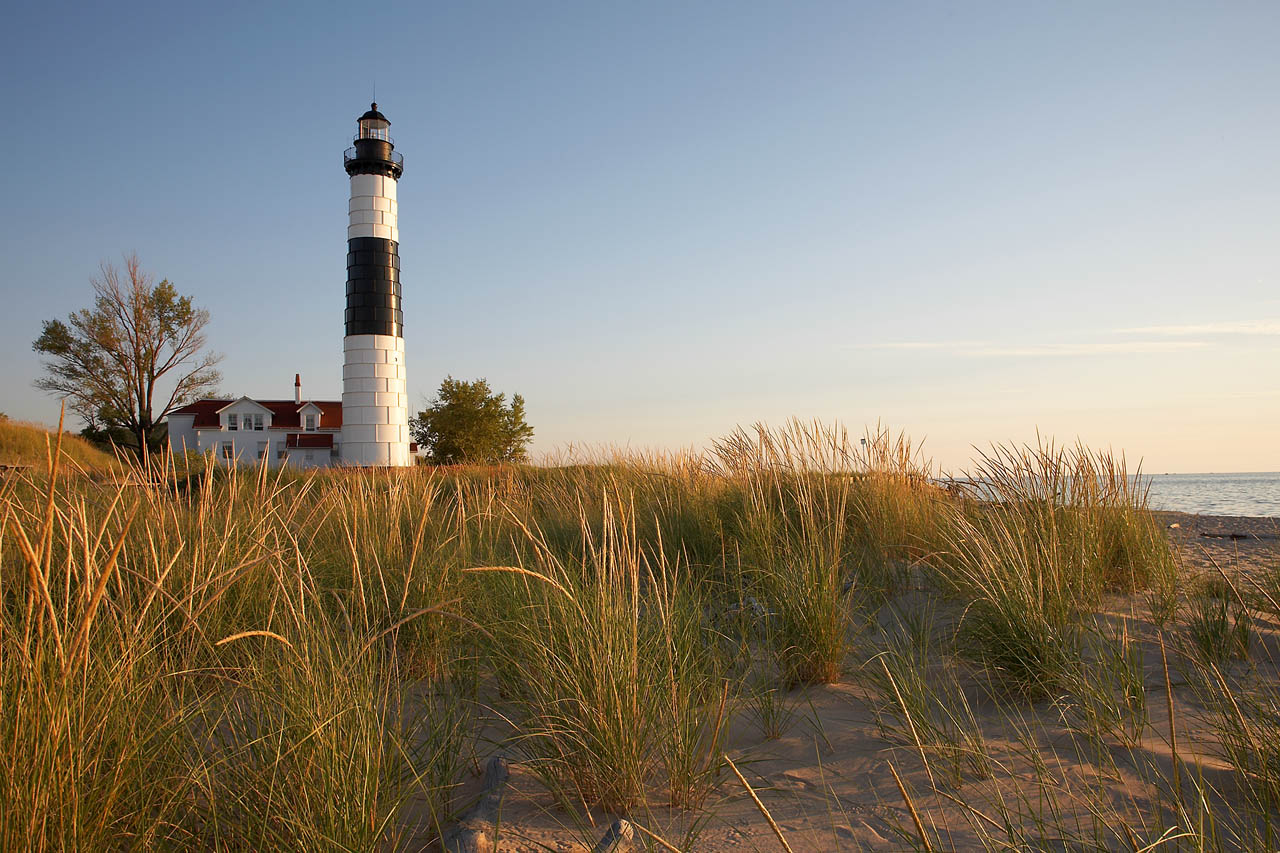
Le phare

### Lien connexe
- Liste des phares au Michigan